# Polastron (Haute-Garonne)
Polastron is een gemeente in het Franse departement Haute-Garonne (regio Occitanie) en telt 58 inwoners (2009). De plaats maakt deel uit van het arrondissement Muret.

## Geografie
De oppervlakte van Polastron bedraagt 4,7 km², de bevolkingsdichtheid is dus 12,3 inwoners per km².
De onderstaande kaart toont de ligging van Polastron (Haute-Garonne) met de belangrijkste infrastructuur en aangrenzende gemeenten.

## Demografie
Onderstaande figuur toont het verloop van het inwonertal (bron: INSEE-tellingen).

1. ↑  Populations de référence 2022.